# Voulangis
Voulangis is een gemeente in het Franse departement Seine-et-Marne (regio Île-de-France) en telt 1378 inwoners (2004). De plaats maakt deel uit van het arrondissement Meaux.

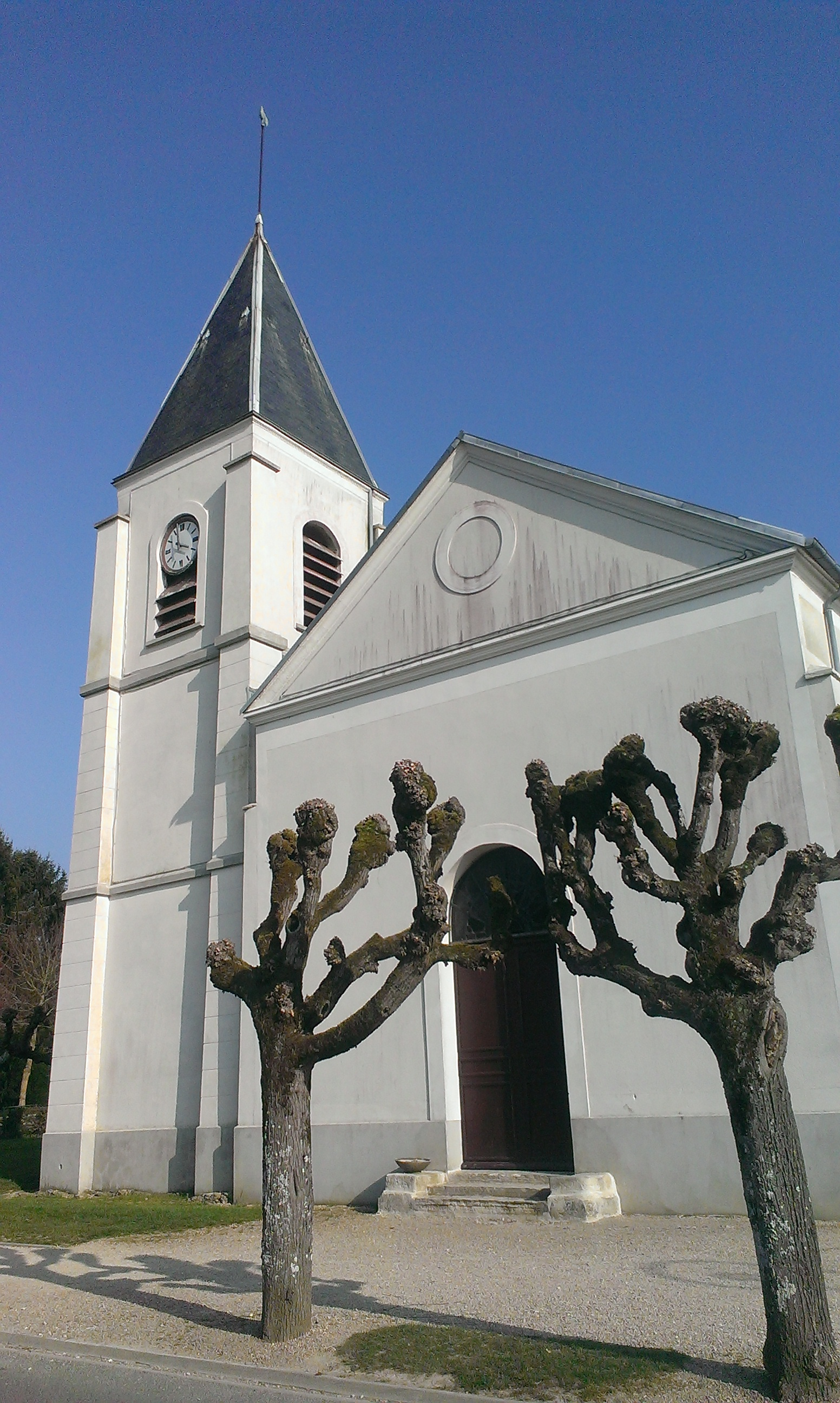
Kerk van Voulangis
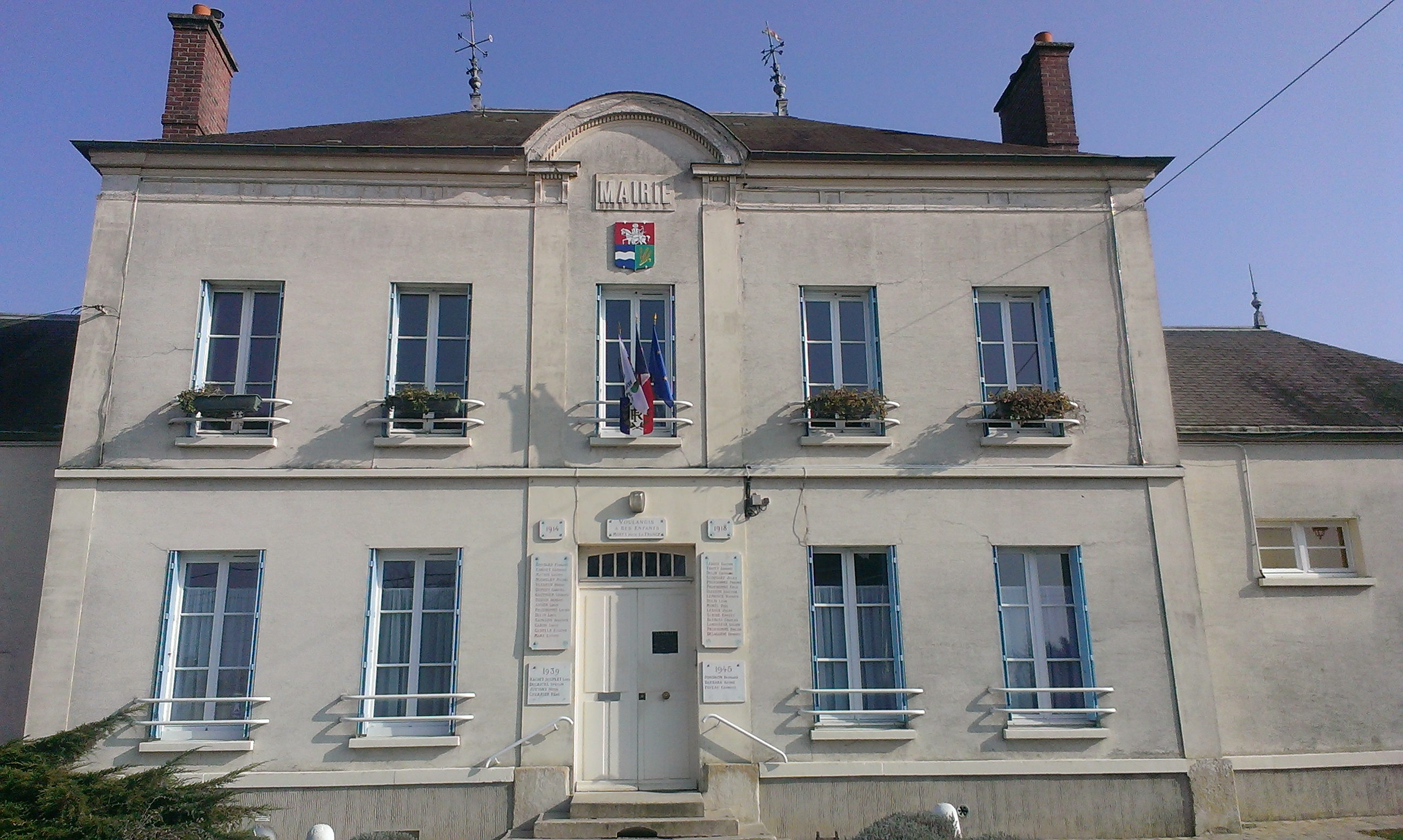
Gemeentehuis

## Geografie
De oppervlakte van Voulangis bedraagt 9,6 km², de bevolkingsdichtheid is 143,5 inwoners per km².
De onderstaande kaart toont de ligging van Voulangis met de belangrijkste infrastructuur en aangrenzende gemeenten.

## Demografie
Onderstaande figuur toont het verloop van het inwonertal (bron: INSEE-tellingen).